# Olaf Renn
Olaf Renn (* 12. Oktober 1969 in Karl-Marx-Stadt) ist ein ehemaliger deutscher Fußballspieler.

## Sportlicher Werdegang
Olaf Renn stammt aus dem Nachwuchsbereich des FC Karl-Marx-Stadt. Den Sprung in das Oberligateam der Sachsen schaffte Renn nicht auf Anhieb, nachdem er 1988 zu Motor „Fritz Heckert“ abgegeben wurde, konnte sich der Mittelfeldspieler 1990 doch noch  bei den Himmelblauen durchsetzen. Unter den Trainern Hans Meyer und Reinhard Häfner war Renn bis zum Abstieg des CFC aus der 2. Fußball-Bundesliga im Jahr 1996 als Stammspieler gesetzt.
Im Anschluss unterschrieb Renn für drei Jahre beim SC Fortuna Köln, von wo aus er 1999 für eine Spielzeit zu Energie Cottbus wechselte. In Cottbus gelang ihm der Aufstieg in die Fußball-Bundesliga, auf Grund mangelnder Perspektiven entschied er sich aber bereits nach einem Jahr zur Rückkehr zum Chemnitzer FC. Nach dem erneuten Abstieg verließ Renn die Chemnitzer für zwei Jahre Richtung VfB Leipzig, bei dem er bis zum Konkurs der Messestädter aktiv war. In der Folgezeit ließ Renn seine Laufbahn beim VfB Chemnitz sowie beim FV Krokusblüte Drebach ausklingen.

## Vereine
- 1988 bis 1990: Chemnitzer SV 1951
- 1991 bis 1996: Chemnitzer FC
- 1996 bis 1999: SC Fortuna Köln
- 1999 bis 2000: Energie Cottbus
- 2000 bis 2002: Chemnitzer FC
- 2002 bis 2003: VfB Leipzig
- 2004: VfB Chemnitz

## Statistik
- DDR-Oberliga: 10 Spiele/1 Tor
- 2. Bundesliga: 275 Spiele/22 Tore